# Double Dutchess
Albums de Fergie
The Dutchess
(2006)
Singles
1. L.A LOVE (La la)
Sortie : 29 septembre 2014
2. M.I.L.F. $
Sortie : 1er juillet 2016
3. Life Goes On
Sortie : 11 novembre 2016
4. You Already Know
Sortie : 25 août 2017
5. Save it til morning
Sortie : 10 novembre 2017
6. Tension
Sortie : 14 novembre 2017

Double Dutchess est le deuxième album studio et premier opus visuel de l’auteure-compositrice-interprète américaine Fergie. Sorti le 22 septembre 2017, il s’agit du projet « conducteur » que la chanteuse exploite à travers sa propre empreinte musicale, Dutchess Music, créée à la suite de l'idée d’un partenariat établi avec BMG Rights Management, et ce, depuis la parution de son premier album, The Dutchess, en 2006. La pré-commande de l’opus est rendue disponible le 25 août 2017, révélant ainsi les diverses collaborations attendues, incluant notamment YG, Nicki Minaj, Rick Ross, mais également le fils de Fergie, Axl Jack. La promotion de Double Dutchess est lancée grâce à la présentation simultanée de son premier single, M.I.L.F. $, en juillet 2016. Elle se prolonge avec la sortie de Life Goes On en novembre, puis de You Already Know en août 2017 ainsi que Tension en octobre 2017.

## Genèse
Le premier album de Fergie, intitulé The Dutchess, paraît en septembre 2006 sous les labels will.i.am Music Group et Interscope Records. Recevant majoritairement des avis positifs de la part des critiques, il parvient à atteindre la seconde place du classement américain Billboard 200, générant un chiffre s’élevant à plus de six millions d’exemplaires vendus. En avril 2010, elle apparaît sur la chanson Gettin' Over You de David Guetta, mais également sur All of the Lights de Kanye West, en novembre de la même année. En 2011, elle est sollicitée pour collaborer avec le guitariste Slash sur le morceau Beautiful Dangerous.
C’est en 2013 que Fergie effectue son véritable retour en solo grâce au titre A Little Party Never Killed Nobody (All We Got), issu de la bande originale du film Gatsby le Magnifique. La chanson, qui inclut la participation des rappeurs Q-Tip et GoonRock, se place au soixante-dix septième rang du Billboard Hot 100. En novembre 2016, lors d’une conférence vidéo en direct sur Facebook, la chanteuse confirme que son deuxième album verrait le jour en 2017. Au cours de cette même entrevue, elle déclare : « J’ai mis tout mon sang, ma sueur et mes larmes dans ce projet et on y trouve du contenu personnel, des choses plus pop, du hip-hop, du rétro — j’aime bien quan — du reggae, du R&B, des ballades, un peu de, silly, all of the above. [...] So it's kind of, I'm going to use the word 'cornucopia' again because it’s Thanksgiving time. »

## Double Dutchess: Seeing Double
Tous les matériels visuels réalisés pour chaque chanson de l’album ont été regroupés en une simple plateforme de manière à développer un long métrage de près de cent minutes, intitulé Double Dutchess: Seeing Double. Fergie et son équipe ont organisé une projection du film en avant-première dans tous les complexes iPic Theaters des États-Unis, le temps d’un événement prenant place en une seule et même nuit, le 20 septembre 2017. Au cours de cette soirée, plusieurs activités, dont une entrevue spéciale avec Fergie (enregistrée en parallèle), sont proposés et chaque billet achetés donnait droit à un lien exclusif permettant de téléchargement légalement Double Dutchess.

## Liste des pistes
| Double Dutchess – Édition régulière | Double Dutchess – Édition régulière | Double Dutchess – Édition régulière                                                                | Double Dutchess – Édition régulière            | Double Dutchess – Édition régulière | Double Dutchess – Édition régulière | Double Dutchess – Édition régulière | Double Dutchess – Édition régulière | Double Dutchess – Édition régulière | Double Dutchess – Édition régulière |
| No                                  | Titre                               | Auteur                                                                                             | Producteur(s)                                  | Durée                               |                                     |                                     |                                     |                                     |                                     |
| ----------------------------------- | ----------------------------------- | -------------------------------------------------------------------------------------------------- | ---------------------------------------------- | ----------------------------------- | ----------------------------------- | ----------------------------------- | ----------------------------------- | ----------------------------------- | ----------------------------------- |
| 1.                                  | Hungry (avec Rick Ross)             | Fergie Duhamel, Lisa Gerrard, Brendan Perry                                                        | Yonni, JP Did This, Donut[a], Stevie Mackey[b] | 3:23                                |                                     |                                     |                                     |                                     |                                     |
| 2.                                  | Like It Ain’t Nuttin’               | | will.i.am                                      | 3:45                                |                                     |                                     |                                     |                                     |                                     |
| 3.                                  | You Already Know (avec Nicki Minaj) | Duhamel, Onika Maraj                                                                               | will.i.am, Joel Metzler[b], Aubrey Delaine[b]  | 6:28                                |                                     |                                     |                                     |                                     |                                     |
| 4.                                  | Just Like You                       | Steven Franks                                                                                      |                                                | 3:52                                |                                     |                                     |                                     |                                     |                                     |
| 5.                                  | A Little Work                       | Duhamel, Theron Thomas, Timothy Thomas, Henry Walter                                               |                                                | 4:05                                |                                     |                                     |                                     |                                     |                                     |
| 6.                                  | Life Goes On                        | Duhamel, Toby Gad, Keith Harris, George Pajon, Tristan Prettyman                                   | Gad, Harris                                    | 3:50                                |                                     |                                     |                                     |                                     |                                     |
| 7.                                  | M.I.L.F. $                          | Duhamel, Jamal Jones, Jocelyn Donald, Jonathan Myvett                                              | Polow da Don                                   | 2:42                                |                                     |                                     |                                     |                                     |                                     |
| 8.                                  | Save It Till Morning                | |                                                | 4:09                                |                                     |                                     |                                     |                                     |                                     |
| 9.                                  | Enchanté (Carine) (avec Axl Jack)   | Duhamel, Tal Meltzer, Philip Patterson, David Riff                                                 |                                                | 4:27                                |                                     |                                     |                                     |                                     |                                     |
| 10.                                 | Tension                             | Duhamel, Diana Gordon, Alessandro Lindblad, Justin Tranter                                         |                                                | 3:23                                |                                     |                                     |                                     |                                     |                                     |
| 11.                                 | L.A. Love (La La) (avec YG)         | Duhamel, Dijon McFarlane, Royce Thomas, Theron Thomas, Shomari Wilson, Keenon Daequan, Ray Jackson | DJ Mustard                                     | 3:31                                |                                     |                                     |                                     |                                     |                                     |
| 12.                                 | Love Is Blind                       | Duhamel, Philip Constable, Alvin Ranglin                                                           |                                                | 5:34                                |                                     |                                     |                                     |                                     |                                     |
| 13.                                 | Love Is Pain                        | |                                                | 7:09                                |                                     |                                     |                                     |                                     |                                     |
| 56:18                               |                                     | |                                                |                                     |                                     |                                     |                                     |                                     |                                     |

| Double Dutchess – Édition spéciale japonaise et Target | Double Dutchess – Édition spéciale japonaise et Target | Double Dutchess – Édition spéciale japonaise et Target | Double Dutchess – Édition spéciale japonaise et Target | Double Dutchess – Édition spéciale japonaise et Target | Double Dutchess – Édition spéciale japonaise et Target | Double Dutchess – Édition spéciale japonaise et Target | Double Dutchess – Édition spéciale japonaise et Target | Double Dutchess – Édition spéciale japonaise et Target | Double Dutchess – Édition spéciale japonaise et Target |
| No                                                     | Titre                                                  | Auteur                                                 | Producteur(s)                                          | Durée                                                  |                                                        |                                                        |                                                        |                                                        |                                                        |
| ------------------------------------------------------ | ------------------------------------------------------ | ------------------------------------------------------ | ------------------------------------------------------ | ------------------------------------------------------ | ------------------------------------------------------ | ------------------------------------------------------ | ------------------------------------------------------ | ------------------------------------------------------ | ------------------------------------------------------ |
| 14.                                                    | Diddy Zone                                             |                                                        |                                                        |                                                        |                                                        |                                                        |                                                        |                                                        |                                                        |
| 15.                                                    | Kleopatra                                              |                                                        |                                                        |                                                        |                                                        |                                                        |                                                        |                                                        |                                                        |
| 56:18                                                  |                                                        |                                                        |                                                        |                                                        |                                                        |                                                        |                                                        |                                                        |                                                        |

| Double Dutchess – Édition Deluxe Visual Experience | Double Dutchess – Édition Deluxe Visual Experience | Double Dutchess – Édition Deluxe Visual Experience | Double Dutchess – Édition Deluxe Visual Experience | Double Dutchess – Édition Deluxe Visual Experience | Double Dutchess – Édition Deluxe Visual Experience | Double Dutchess – Édition Deluxe Visual Experience | Double Dutchess – Édition Deluxe Visual Experience | Double Dutchess – Édition Deluxe Visual Experience | Double Dutchess – Édition Deluxe Visual Experience |
| No                                                 | Titre                                              | Durée                                              |                                                    |                                                    |                                                    |                                                    |                                                    |                                                    |                                                    |
| -------------------------------------------------- | -------------------------------------------------- | -------------------------------------------------- | -------------------------------------------------- | -------------------------------------------------- | -------------------------------------------------- | -------------------------------------------------- | -------------------------------------------------- | -------------------------------------------------- | -------------------------------------------------- |
| 14.                                                | Double Dutchess: Seeing Double                     | 57:46                                              |                                                    |                                                    |                                                    |                                                    |                                                    |                                                    |                                                    |
| 113:64                                             |                                                    |                                                    |                                                    |                                                    |                                                    |                                                    |                                                    |                                                    |                                                    |

Notes
a  coproducteur
b  producteur vocal
Échantillonnage (samples)
- Hungry contient des éléments et des extraits de Dawn of the Iconoclast, interprété par les Dead Can Dance et composé par Lisa Gerrard et Brendan Perry.
- Like It Ain’t Nuttin’ contient des éléments et des extraits de Seven Minutes of Funk, interprété par les The Whole Darn Family mais également des morceaux My Mike Sounds Nice de Salt-N-Pepa, Top Billin' de Audio Two, Simon Says de Pharoahe Monch et P.S.K. - What Does It Mean? de Schoolly D.
- You Already Know contient des éléments et des extraits de Think (About It), interprété par Lyn Collins, mais également des morceaux Set It Off et Warm It Up, Kane de Big Daddy Kane.
- M.I.L.F. $ contient des éléments et des extraits de Bad Bitch, interprété par Webbie.
- L.A. Love (La La) contient des éléments et des extraits de I’m Good, interprété par YG.
- Enchanté (Carine) contient des éléments et des extraits de Fashion Beats des Black Eyed Peas.
- Love Is Blind contient des éléments et des extraits de Madness des The Mighty Maytones

## Classements hebdomadaires
| Classement (2017)              | Meilleure place |
| ------------------------------ | --------------- |
| Allemagne (Media Control AG)   | 65              |
| Australie (ARIA)               | 39              |
| Belgique (Flandre Ultratop)    | 120             |
| Belgique (Wallonie Ultratop)   | 94              |
| Canada (Canadian Albums Chart) | 23              |
| Espagne (Promusicae)           | 61              |
| États-Unis (Billboard 200)     | 19              |
| France (SNEP)                  | 175             |
| Pays-Bas (Mega Album Top 100)  | 118             |
| Royaume-Uni (UK Albums Chart)  | 49              |
| Royaume-Uni (R&B Albums)       | 1               |
| Suisse (Schweizer Hitparade)   | 69              |